# Niviventer hinpoon
Niviventer hinpoon је врста глодара из породице мишева (лат. Muridae).

## Распрострањење
Тајланд је једино познато природно станиште врсте.

## Станиште
Врста Niviventer hinpoon има станиште на копну.

## Угроженост
Подаци о распрострањености ове врсте су недовољни.

### Популациони тренд
Популациони тренд је за ову врсту непознат.